# Catedrático (derecho)
Se llama catedrático a una especie de censo o tributo que, por derecho, estaban obligados a pagar al obispo las iglesias seculares y los párrocos y demás beneficiados, en honor de la cátedra episcopal. También se llamaba sinodático porque se había acostumbrado a prestarle al tiempo de la celebración del Sínodo. 
Los regulares no estaban obligados a esta erogación que pertenecía a la ley diocesana de que aquellos estaban exentos, pero lo estaban según los canonistas, cuando administran beneficios, capillas o parroquias seculares. Tampoco estaban obligados a ella los presbíteros que no poseían beneficio, porque, como se La dicho, este gravamen solo comprendía a los beneficiados.
En los primeros siglos de la Iglesia esta prestación se apoyaba más en la costumbre que en ley expresa. El concilio Bracarense primero la introdujo con fuerza de ley mandando terminantemente que se pagase al obispo y Honorio III la hizo extensiva a toda la Iglesia imponiendo la solución de ella por vía de ley universal a todos los capítulos, parroquias, capillas y demás beneficios eclesiásticos.